# 潘語
潘語，或譯普安語，又稱佬潘語，是台語支的一種語言，為潘人的母語。其使用者主要位於寮國和泰國。歷史上，潘人曾在寮國境內建立勐潘，也就是川壙王國。
在寮國境內，潘語使用者主要位於川壙省。在泰國境內，潘語使用者分佈於差春騷府、猜也蓬府、華富里府、那空那育府、碧差汶府、披集府、巴真府及沙拉武里府。在柬埔寨的班迭棉吉省和馬德望省也有使用者。